# Rudný důl Panny Marie Pomocné III
Rudný důl Panny Marie Pomocné III (Maria Hilfe) je památkově chráněná montanistická oblast na severovýchodním svahu Příčného vrchu na sever asi 400 m od obnoveného poutního kostela Panny Marie Pomocné ve Zlatých Horách. Zahrnuje na povrchu odvaly šachtic po těžbě, zabořené ústí štoly s haldou a v podzemí úzké dobývky na zlatonosných žilách, záseky pro dřevěné povaly a zimoviště netopýrů. Ministerstvem kultury České republiky byl v roce 1994 prohlášen kulturní památkou ČR. Rudný důl je součástí Zlatohorské hornické naučné stezky, je zimovištěm letounů a přírodní památka Štola Marie Pomocná ev. č. 5656.

## Historie
Východní svah Příčného vrchu je od roku 1674 spojován s poutním místem k obrazu Panny Marie Pomocné a kaplí postavenou v roce 1729 a později postavenému kostelu. Oblast severně od kostela Panny Marie Pomocné se nachází v pinkovém tahu za lokalitou Panny Marie pomocná I a Panny Marie pomocná II. Těžba zlata v této lokalitě probíhala už ve 14. století. Podle historických materiálů jde s největší pravděpodobností o revír Obirschar. Název Maria Hilfe se objevuje až na mapě A. Habtmanna z roku 1769. Hlavní těžba probíhala v 14. a 15. století, opuštění těchto dolů nastalo v 16. století. Naleziště je patrné na povrchu, propadlý strop dobývky v nadmořské výšce 690 m. V podzemí jsou úzké dobývky (14. století), které jsou široké od 0,4 m do 1,6 m a vysoké až 10 m. Těžba probíhala pomocí mlátku a želízka, ve stěnách jsou záseky pro dřevěné povaly, v některých místech byly částečně zachovalé. V podzemí je hodně traverzových cest, často s odvalovou sutí. V některých místech jsou lichoběžníkové chodby z 15.–16. století. Celková délka dolu je asi 335 m a hloubka 42 m. Naposledy se zde těžilo v padesátých letech 20. století, kdy lokalita byla zahrnuta do ložiskového prostoru Zlaté hory – sever (ZH–S).